# کونیئو واتانابه

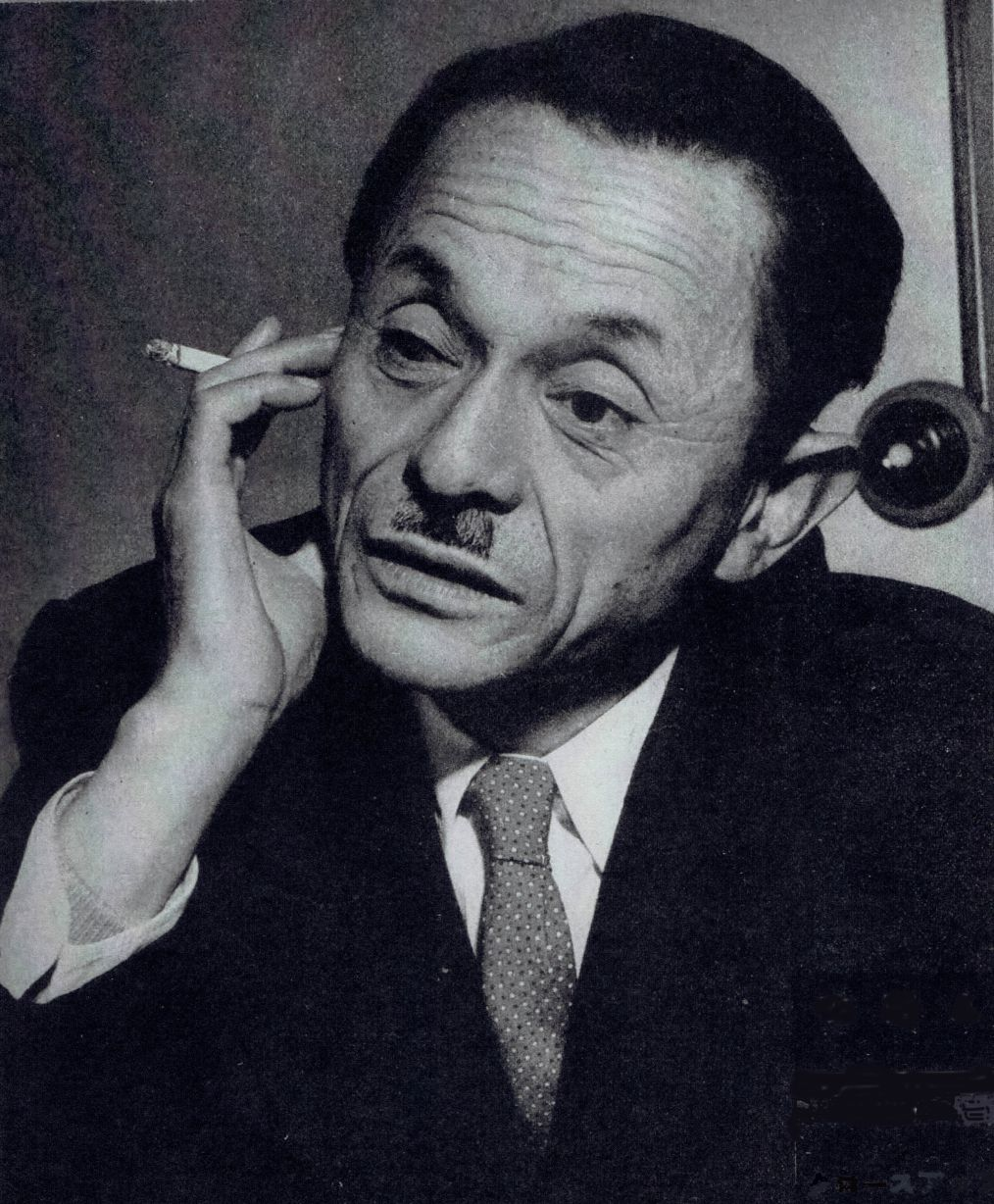
کوئینو واتانبه

کونیئو واتانابه (به ژاپنی: 渡辺邦男) (۱۸۹۹–۱۹۸۱) یک بازیگر و کارگردان ژاپنی بود. از فیلم‌های او می‌توان به ۴۷ رونین وفادار اشاره کرد.